# Mariela Castro's March: Cuba's LGBT Revolution
Mariela Castro's March: Cuba's LGBT Revolution (en español La marcha de Mariela Castro: la revolución LGBT de Cuba) es un mediometraje documental de 2016 de Jon Alpert para HBO sobre el trabajo activista de Mariela Castro en Cuba.

## Sinopsis
El documental se centra en la figura de Mariela Castro Espín, directora del Centro Nacional de Educación Sexual (CENESEX) y de la revista Sexología y sociedad, hija del presidente de Cuba Raúl Castro, y sobrina de Fidel Castro, y su activismo a favor de las personas LGBT+. También narra la lucha de activistas homosexuales y trans cubanos que históricamente han luchado por sus derechos, con testimonios de supervivientes de las unidades militares de ayuda a la producción. Incluye la experiencia narrada por la campeona de tenis Margarita Díaz, quien fue expulsada del equipo nacional en 1988.

## Producción
Fue estrenado el 28 de noviembre de 2016 a través de la plataforma de streaming de HBO, mientras que el 18 de junio de 2017 fue su estreno en Cuba.

## Nominaciones
- Nominada a los premios Imagen Foundation Awards de 2017, en la categoría de mejor documental.